# Hazuki
Hazuki（はづき、1976年8月20日 - ）は、日本の元女性声優。長崎県出身。

## 経歴
- 俳協ボイスアクターズスタジオ第23期生[3]。
- 2006年6月まで田中 葉月（たなか はづき）[3]の名義で活動していたが改名。東京俳優生活協同組合に所属していたが[3]、舞台中心の活動をやりたいとの希望により脱退。
- 2010年6月、短期留学＆結婚予定のため、魔法先生ネギま!の古菲役を降板[4]。古菲役は阿澄佳奈が引き継ぐ。

## 人物
声種はソプラノ。
好きな物は柴犬、ジェットコースター、ホラー映画、温泉。嫌いな物は蛾。

## 出演作品

### テレビアニメ
- 忘却の旋律（2004年、エム）
- 極上生徒会（2005年、絢爛副会長）
- 魔法先生ネギま!（2005年 - 2006年、古菲） - 2シリーズ[注 1]

### OVA
- サクラ大戦 ル・ヌーヴォー・巴里（2004年、子供たち）
- ネギま!? 春スペシャル!? / 夏スペシャル!?（2006年、古菲） - 2作品
- 魔法先生ネギま! OADシリーズ（2008年 - 2009年、古菲） - 2シリーズ[注 2]

### ゲーム・実写・CD
- 魔法先生ネギま!シリーズ（古菲）

## ディスコグラフィ

### キャラクターソング
| 発売日   | 商品名                                                            | 歌                                                               | 楽曲 | 備考                                                         |
| 2004年   | 2004年                                                            | 2004年                                                           | 2004年 | 2004年                                                       |
| -------- | ----------------------------------------------------------------- | ---------------------------------------------------------------- | --- | ------------------------------------------------------------ |
| 4月28日  | ネギま! 麻帆良学園中等部2-A：1学期                                | まほらコーラス部                                                 | 「麻帆良学園校歌」 | テレビアニメ『魔法先生ネギま!』関連曲                        |
| 5月1日   | 麻帆良学園中等部2-A 出席番号のうた                                | 麻帆良学園中等部2-A                                              | 「出席番号のうた」 | テレビアニメ『魔法先生ネギま!』関連曲                        |
| 6月23日  | 魔法先生ネギま! 声のクラスメイトシリーズ 11月：武道四天王         | 武道四天王                                                       | 「KIZUNA」 「KIZUNA（Remix ver.）」                                                                                     | テレビアニメ『魔法先生ネギま!』関連曲                        |
| 8月25日  | ネギま! 麻帆良学園中等部2-A：2学期                                | まほらコーラス部、ネギ・スプリングフィールド（佐藤利奈）         | 「放課後 ア☆ライブ」 | テレビアニメ『魔法先生ネギま!』関連曲                        |
| 8月25日  | ネギま! 麻帆良学園中等部2-A：2学期                                | バカレンジャー                                                   | 「戦え！バカレンジャー」                                                                                                | テレビアニメ『魔法先生ネギま!』関連曲                        |
| 12月22日 | ネギま! 麻帆良学園中等部2-A：3学期                                | 古菲（田中葉月）、超鈴音（大沢千秋）                             | 「健康一番」 | テレビアニメ『魔法先生ネギま!』関連曲                        |
| 2005年   |                                                                   |                                                                  | |                                                              |
| 5月11日  | おしえてほしいぞぉ、師匠                                          | 麻帆良学園中等部2-A 師匠となやめるオトメ組                       | 「おしえてほしいぞぉ、師匠」                                                                                            | テレビアニメ『魔法先生ネギま!』エンディングテーマ            |
| 5月11日  | おしえてほしいぞぉ、師匠                                          | 麻帆良学園中等部2-A 師匠となやめるオトメ組                       | 「a precious pride」 | テレビアニメ『魔法先生ネギま!』関連曲                        |
| 5月11日  | ハッピー☆マテリアル 3月度                                         | 麻帆良学園中等部2-A                                              | 「ハッピー☆マテリアル 3月度」                                                                                           | テレビアニメ『魔法先生ネギま!』オープニングテーマ            |
| 8月3日   | ハッピー☆マテリアル 31人ver.／輝く君へ〜Peace                     | 麻帆良学園中等部2-A                                              | 「ハッピー☆マテリアル（31人Ver. TVサイズ）」                                                                            | テレビアニメ『魔法先生ネギま!』オープニングテーマ            |
| 8月3日   | ハッピー☆マテリアル 31人ver.／輝く君へ〜Peace                     | 麻帆良学園中等部2-A                                              | 「輝く君へ〜Peace」 | テレビアニメ『魔法先生ネギま!』エンディングテーマ            |
| 12月6日  | ネギま!? うたのCD（1）                                            | マホラ戦隊バカレンジャー                                         | 「マホラ戦隊バカレンジャー」                                                                                            | テレビアニメ『ネギま!?』関連曲                               |
| 2007年   |                                                                   |                                                                  | |                                                              |
| 1月24日  | ネギま!? 1000%BOX                                                 | 雪広あやか（皆川純子）、佐々木まき絵（堀江由衣）、古菲（Hazuki） | 「1000%SPARKING!」 | テレビアニメ『ネギま!?』オープニングテーマ                   |
| 1月24日  | ネギま!? 1000%BOX                                                 | 雪広あやか（皆川純子）、佐々木まき絵（堀江由衣）、古菲（Hazuki） | 「A-LY-YA!」 | テレビアニメ『ネギま!?』エンディングテーマ                   |
| 1月24日  | ネギま!? 1000%BOX                                                 | 雪広あやか（皆川純子）、佐々木まき絵（堀江由衣）、古菲（Hazuki） | 「1000%SPARKING!〈オーケストラミックス〉」                                                                              | テレビアニメ『ネギま!?』関連曲                               |
| 1月24日  | ネギま!? 1000%BOX                                                 | 麻帆良学園中等部3-A+ネギ・スプリングフィールド                   | 「1000%SPARKING!」 「A-LY-YA!」                                                                                         | テレビアニメ『ネギま!?』関連曲                               |
| 9月26日  | ネギま!? ベストアルバム                                           | マホラ戦隊バカレンジャー                                         | 「マホラ戦隊バカレンジャー」                                                                                            | テレビアニメ『ネギま!?』関連曲                               |
| 9月26日  | ネギま!? ベストアルバム                                           | 麻帆良学園中等部3-A+ネギ・スプリングフィールド                   | 「Hello Again」 | テレビアニメ『ネギま!?』関連曲                               |
| 2008年   |                                                                   |                                                                  | |                                                              |
| 8月27日  | ハッピー☆マテリアル リターン                                      | 麻帆良学園中等部3-A                                              | 「ハッピー☆マテリアル リターン」                                                                                        | OAD『魔法先生ネギま! 〜白き翼 ALA ALBA〜』オープニングテーマ |
| 8月27日  | ハッピー☆マテリアル リターン                                      | 麻帆良学園中等部3-A                                              | 「輝く君へ」 | OAD『魔法先生ネギま!〜白き翼 ALA ALBA〜』エンディングテーマ  |
| 8月27日  | ハッピー☆マテリアル リターン                                      | 麻帆良学園中等部3-A                                              | 「A-LY-YA」 | テレビアニメ『ネギま!?』関連曲                               |
| 2017年   |                                                                   |                                                                  | |                                                              |
| 6月28日  | 魔法先生ネギま！ コンプリートBOX I 特典CD「コンプリートCD」       | 麻帆良学園中等部2-A                                              | 「ハッピー☆マテリアル 3月度」                                                                                           | テレビアニメ『魔法先生ネギま！』関連曲                       |
| 6月28日  | 魔法先生ネギま！ コンプリートBOX I 特典CD「コンプリートCD」       | 麻帆良学園中等部2-A 師匠となやめるオトメ組                       | 「おしえてほしいぞぉ、師匠」 「a precious pride」                                                                       | テレビアニメ『魔法先生ネギま！』関連曲                       |
| 6月28日  | 魔法先生ネギま！ コンプリートBOX I 特典CD「コンプリートCD」       | 麻帆良学園中等部2-A                                              | 「ハッピー☆マテリアル（31人Ver. TVサイズ）」 「輝く君へ〜Peace」 「出席番号のうた」 「ハッピー☆マテリアル（メドレー）」 | テレビアニメ『魔法先生ネギま！』関連曲                       |
| 6月28日  | 魔法先生ネギま！ コンプリートBOX I 特典CD「コンプリートCD」       | まほらコーラス部                                                 | 「麻帆良学園校歌」 | テレビアニメ『魔法先生ネギま！』関連曲                       |
| 6月28日  | 魔法先生ネギま！ コンプリートBOX I 特典CD「コンプリートCD」       | まほらコーラス部 with ネギ・スプリングフィールド（佐藤利奈）     | 「放課後 ア☆ライブ」 | テレビアニメ『魔法先生ネギま！』関連曲                       |
| 6月28日  | 魔法先生ネギま！ コンプリートBOX I 特典CD「コンプリートCD」       | バカレンジャー                                                   | 「戦え！ バカレンジャー」                                                                                               | テレビアニメ『魔法先生ネギま！』関連曲                       |
| 6月28日  | 魔法先生ネギま！ コンプリートBOX I 特典CD「コンプリートCD」       | 古菲（Hazuki）、超鈴音（大沢千秋）                               | 「健康一番」 | テレビアニメ『魔法先生ネギま！』関連曲                       |
| 6月28日  | 魔法先生ネギま！ コンプリートBOX I 特典CD「コンプリートCD」       | 武道四天王                                                       | 「KIZUNA」 | テレビアニメ『魔法先生ネギま！』関連曲                       |
| 8月9日   | 魔法先生ネギま！ コンプリートBOX II 特典CD「コンプリートCD II」   | 雪広あやか（皆川純子）、佐々木まき絵（堀江由衣）、古菲（Hazuki） | 「1000%SPARKING!」 「A-LY-YA!」                                                                                         | テレビアニメ『ネギま!?』関連曲                               |
| 8月9日   | 魔法先生ネギま！ コンプリートBOX II 特典CD「コンプリートCD II」   | 麻帆良学園中等部3-A+ネギ・スプリングフィールド                   | 「1000%SPARKING!」 「A-LY-YA!」 「Hello Again」                                                                         | テレビアニメ『ネギま!?』関連曲                               |
| 8月9日   | 魔法先生ネギま！ コンプリートBOX II 特典CD「コンプリートCD II」   | マホラ戦隊バカレンジャー                                         | 「マホラ戦隊バカレンジャー」                                                                                            | テレビアニメ『ネギま!?』関連曲                               |
| 9月20日  | 魔法先生ネギま！ コンプリートBOX III 特典CD「コンプリートCD III」 | 麻帆良学園中等部3-A                                              | 「ハッピー☆マテリアル リターン」 「輝く君へ」                                                                           | OAD『魔法先生ネギま！ 〜白き翼 ALA ALBA〜』関連曲            |